# Slovenj Gradec
Slovenj Gradec (em alemão:  Windischgrätz, a partir de ~1900 Windischgraz) é uma cidade e município urbano da Eslovénia. A sede do município fica na cidade de mesmo nome.
O município possui 16 862 habitantes (estimativa 2010). A cidade está localizada a cerca de 45 km a oeste de Maribor e 65 km a nordeste de Ljubljana.

## História
Gradec, nome esloveno para 'pequeno castelo', foi mencionado pela primeira vez em uma escritura de 1091, então parte da Marcha Imperial da Estíria. O prefixo Windisch foi adicionado para diferenciar e distinguir da cidade Graz (cujo nome tem a mesma etimologia). O nome esloveno moderno, Slovenj Gradec (literalmente: o esloveno Graz)
De 1180 até 1918, Slovenj Gradec pertenceu ao Ducado da Estíria. desde 1804 uma terra da coroa do Império Austríaco. Foi a sede ancestral da família nobre Windisch-Graetz documentada pela primeira vez em 1220. Após a dissolução da Áustria-Hungria em 1918, com o resto da Baixa Estíria, foi incluída no recém-criado Reino dos Sérvios, Croatas e Eslovenos.

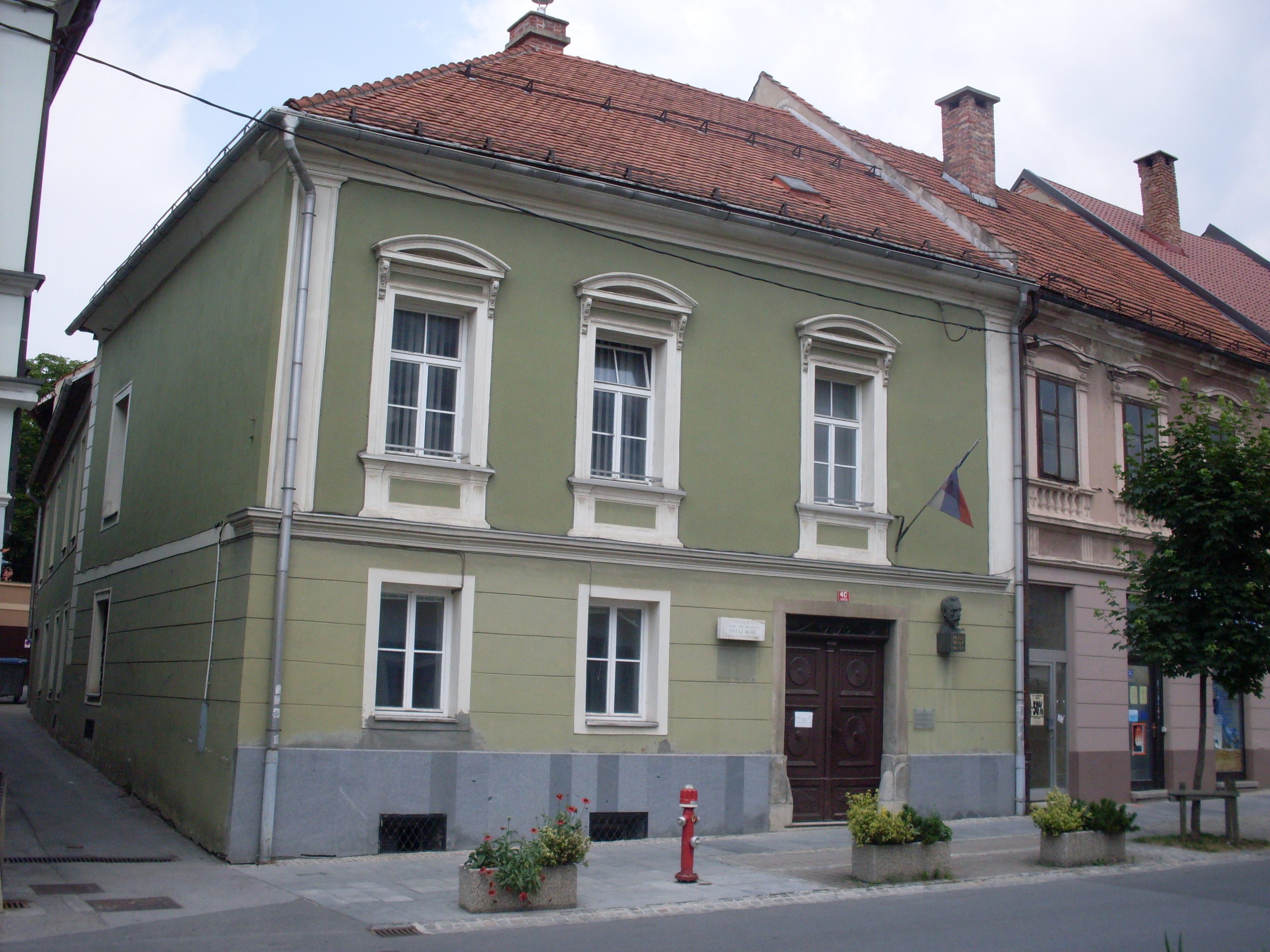
Lugar de nascença de Hugo Wolf

Até 1918, a cidade era uma ilha de língua alemã em uma área de língua eslovena. No censo de 1880, a cidade de Slovenj Gradec era 75 por cento de língua alemã e 25 por cento de língua eslovena. Muitos habitantes, como a família do compositor Hugo Wolf, eram de origem étnica mista. Após o fim da Primeira Guerra Mundial, muitos dos habitantes locais de língua alemã emigraram para a Áustria. Aqueles que permaneceram foram gradualmente assimilados na maioria agora de língua eslovena. Durante a Segunda Guerra Mundial, a cidade foi ocupada pelos Nazistas e anexada ao Terceiro Reich. Os eslovenos locais foram submetidos a uma política de violenta germanização e muitos morreram de várias perseguições. A insurgência partidária desenvolveu-se na área, especialmente nas colinas a leste da cidade. Depois da Segunda Guerra Mundial, os restantes alemães étnicos foram expulsos da Iugoslávia, e Slovenj Gradec perdeu sua presença tradicional de falantes de alemão.
A partir da década de 1950, a cidade experimentou uma rápida industrialização e acabou se tornando o centro econômico e político não oficial da Caríntia Eslovena. Em 1994, tornou-se uma das 11 cidades da Eslovênia com o status de Cidade (ou Município Urbano).

## Principais pontos turísticos
A igreja paroquial na cidade é dedicada a Santa Isabel da Hungria e pertence à Arquidiocese Católica Romana de Maribor. Foi mencionado pela primeira vez em documentos escritos de 1235. Próximo a ele está uma capela gótica dedicada ao Espírito Santo com afrescos de meados do século XV.
Em 1994, uma escavação arqueológica descobriu os restos do que se acredita ser a igreja mais antiga da Estíria, datando do período Carolíngio (segunda metade do século IX).